# 上海申花足球学校
上海申花SVA足球学校是位于上海浦东新区康桥工业区的一所已關閉的专门以足球训练为特色的中学。

## 概况
上海申花足球学校于2001年底由刚刚经过重大产权股份改制的上海申花SVA文广足球俱乐部与上海浦东康桥（集团）有限公司等合资建立，当时成为申花足球俱乐部青训梯队的重要人才输送基地。2007年，俱乐部的股权再次发生较大变更，原主赞助商上海广电SVA和上海文广退出，由纳斯达克上市公司第九城市总裁、原上海联城足球俱乐部投资人朱骏入主，俱乐部的标志名称中都不再出现“SVA”和“文广”等字样。不过申花足球学校并未成为这次改组的一部分，于是保留了原有SVA的名称，虽然也使用“申花”的名称，实际则成为相对独立于申花足球俱乐部的一个人才培养基地。
此后数年内，申花足球学校的众多较优秀的毕业生，如李昊桢、朱宝杰、陈志钊等曾经被陕西中新、南昌八一等其他与上海足球关系密切的中国足球俱乐部签入。申花足球俱乐部的投资人朱骏对于申花俱乐部无法干预这些转会，而上海足协却擅自出售上海足球的人才曾表示过强烈不满。
2011年，據上海《青年報》報道，上海申花足球学校已经倒闭关门。
2014年，上海申花俱樂部決定重啟申花足校。

## 著名球员
- 陈志钊
- 杨云
- 李昊桢
- 朱宝杰
- 姜嘉俊